# JavaScript-Engine
Eine JavaScript-Engine ist eine Softwarekomponente, die JavaScript-Programmcode ausführt. JavaScript-Engines werden hauptsächlich in Webbrowser zusammen mit der Browser-Engine verwendet und typischerweise von Webbrowser-Herstellern entwickelt. Weitere Einsatzzwecke sind beispielsweise mobile Apps, die JavaScript-Laufzeitumgebung Node.js für Serveranwendungen und das Framework Electron für Desktopanwendungen.

## Geschichte
Die erste JavaScript-Engine ist SpiderMonkey, die 1995 von Brendan Eich bei Netscape Communications für den Webbrowser Netscape Navigator entwickelt wurde. SpiderMonkey war ein anfangs ein rudimentärer Interpreter für die von Eich neu geschaffene Programmiersprache. Mittlerweile ist der Haupteinsatzzweck von SpiderMonkey im Webbrowser Firefox und wird von der Mozilla Foundation weiterentwickelt.
Mit dem Aufkommen von Ajax und Web 2.0 wuchs die Bedeutung von JavaScript rasant. Dies führte zu einem Wettbewerb um leistungsfähigere Engines. 2008 veröffentlichte Google den Webbrowser Google Chrome zusammen mit der JavaScript-Engine V8, die schneller als die damalige Konkurrenz war. Die entscheidende Innovation war die Just-in-time-Kompilierung (JIT), die daraufhin auch von Mozilla für SpiderMonkey implementiert wurde.
2002 entwickelte Apple die JavaScript-Engine JavaScriptCore für den Webbrowser Safari.

## Technik
JavaScript-Engines analysieren, interpretieren und führen JavaScript-Quelltext aus. Die ersten JavaScript-Engines waren reine Interpreter. Die meisten modernen Engines verwenden Just-in-time-Kompilierung für eine höhere Leistung. Dabei wird der Quelltext zur Laufzeit in Maschinencode übersetzt.
Moderne JavaScript-Engines unterstützen neben JavaScript zusätzlich WebAssembly.

## Liste von JavaScript-Engines
| Engine         | Entwickler                  | Verwendet in           | Beschreibung |
| -------------- | --------------------------- | ---------------------- | ------------ |
| V8             | Google                      | Google Chrome, Node.js | Open Source  |
| SpiderMonkey   | Mozilla Foundation          | Firefox                | Open Source  |
| JavaScriptCore | Apple                       | Safari                 | Open Source  |
| JScript        | Microsoft                   | Internet Explorer      | proprietär   |
| KJS            | KDE                         | Konqueror              | Open Source  |
| LibJS          | Ladybird Browser Initiative | Ladybird               | Open Source  |